# Mexichthonius pacal
Espèce
Mexichthonius pacal est une espèce de pseudoscorpions de la famille des Chthoniidae.

## Distribution
Cette espèce est endémique du Chiapas au Mexique. Elle se rencontre vers Palenque.

## Description
La femelle holotype mesure 1,0 mm.

## Étymologie
Son nom d'espèce lui a été donné en référence aux Pacal.

## Publication originale
- Muchmore, 1978 : A second species of the genus Mexichthonius (Pseudoscorpionida, Chthoniidae). Journal of Arachnology, vol. 6, no 2, p. 155-156 (texte intégral).